# 大東亜会議
大東亜会議（だいとうあかいぎ、旧字体：大東亞會議）は、1943年（昭和18年）11月5日 - 11月6日に東京で開催されたアジア地域の首脳会議。同年5月31日に御前会議で決定された大東亜政略指導大綱に基づき開催された。
当時の日本の同盟国や、日本が太平洋戦争（大東亜戦争）で旧宗主国を放逐したことにより独立されたアジア諸国の国政最高責任者を招請して行われた。そこでは、大東亜共栄圏の綱領ともいうべき大東亜共同宣言が採択された。日本は第2回目の大東亜会議を開催する計画を持っていたが、戦局の悪化に伴って開催困難となり、昭和20年（1945年）4月には代替として駐日特命全権大使や駐日代表による「大使会議」が開催された。

## 概要
日本は、既に独立国となっていたタイや中華民国、満洲国を除くこれらの地を長年植民地支配下においていた欧米諸国の軍隊を駆逐して南方資源地帯を獲得するにあたり、昭和16年11月の南方占領地行政実施要領において、当面、軍政を敷くことを決定してはいたが、その後の独立等に至る方針は決定されていなかった。そのため、占領地域等における円滑な統治のために本会議は開催された。会議の開催は、東條英機首相にとって占領地における民心掌握の一環としての方策であったが、重光葵外相には和平や戦後構想にむけて、長年欧米諸国の植民地として搾取されていた各国の独立構想があったとされる。
昭和18年5月の大東亜政略指導大綱に基づくものであり、会議開催に先立ち日本によるビルマの独立承認（8月1日）、フィリピンの独立承認（10月14日）、大東亜省の設置（11月1日）が行われている。ただし、これらの独立はこれまでこれらの地を植民地支配していた連合国からは「傀儡政権」とも評されており、その他のマレーやボルネオ等は、大綱において帝国領とされ、独立はさせられなかった。また、独立を承認した諸国の完全な民心把握及び実効支配には至っておらず、特にまだアメリカ領フィリピン植民地軍（米比軍）残党が残っていたフィリピン第二共和国では、アメリカからの援助を受けた米比軍残党による抗日ゲリラ（ユサッフェゲリラ）が跋扈するようになるほか、大戦末期になるとビルマ国の国軍であるビルマ国民軍が連合国側に寝返ることとなった。
なおこの会議は、近代史上初めて有色人種のみが一堂に会して行われている首脳会議であった。当時の日本やその同盟国がイギリスやアメリカなどの旧宗主国を放逐したことにより独立を果たしたアジア諸国の国政最高責任者を招請して行われ、「それまでの植民地対宗主国の主従関係にとらわれたものでなかったため会議はきわめて和やかに進められ、一家族の集会のようであった」という回顧がある。また「大東亜共同宣言はイギリスとアメリカが提唱した大西洋憲章に対抗することを目指していた」という評価もある。
しかし、決して開催国の日本の思惑通りに予定調和的に会議が行われたわけではなく、タイ代表ワンワイタヤーコーンが、その演説の中で大東亜共同宣言案への修正提案が拒絶されたことに対する婉曲な批判を行い、またフィリピン大統領ホセ・ラウレルが、元オランダの植民地であったインドネシア代表のスカルノらが会議に参加できなかったことへの不満を述べている。また、タイの首相・プレーク・ピブーンソンクラームは連合国との将来的な関係回復を見据えて欠席する等、ある程度の緊張感を伴った国際会議であったとの分析もある。

## 参加国

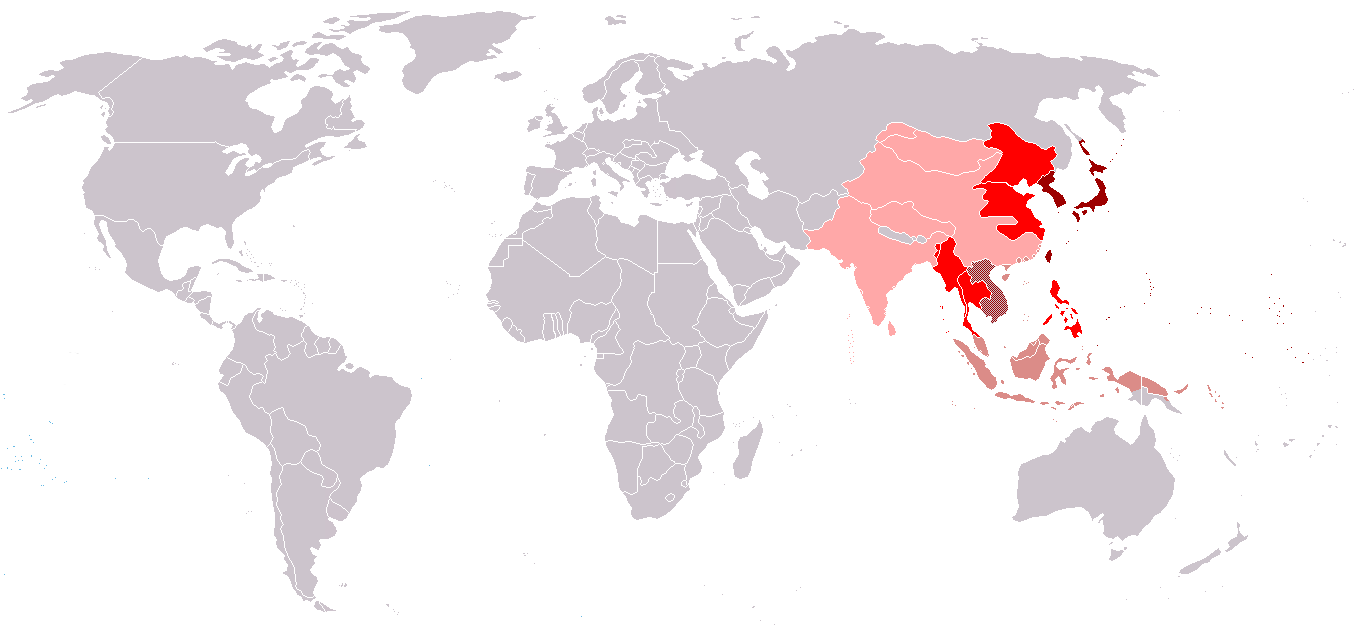
日本（濃い赤）と参加国（赤）を表した地図

大東亜会議当時に、日本の同盟国もしくは日本が旧宗主国を放逐した後に独立した各国が参加した。なおこの内インドはオブザーバーとして参加した。その理由は日本がインドを大東亜共栄圏に組み込まないという意思を明確にしていたからである。
- 日本：東条英機内閣総理大臣
- 中華民国（汪兆銘政権）：汪兆銘主席
- 満洲国：張景恵国務総理大臣
- フィリピン：ホセ・ラウレル大統領
- ビルマ国：バー・モウ内閣総理大臣

- タイ：ワンワイタヤーコーン親王（首相代理）
- インド：この時点では本土がまだイギリスの植民地支配下にあったインドからは、日本と協力しインド全土のイギリス（ イギリス領インド帝国）からの完全独立を目指していた亡命政権である 自由インド首班のチャンドラ・ボースが参加した。ラース・ビハーリー・ボースもオブザーバーとして出席したが、オブザーバーとなったのは日本がインドを大東亜共栄圏に組み込まないという意思を明確にしていたからである[10]。

同盟国ではあるものの、アジアに位置しない上に利権もないドイツや、同年9月に分裂し第2のイタリア・ファシズム政権となったイタリア社会共和国の代表は参加しなかった。また仏領インドシナは日本と友好関係にあるフランスのヴィシー政権の植民地のままであったため同様に参加していない。
また、イギリスの植民地であったマラヤや、オランダの植民地であったインドネシアは会議当時は日本軍の占領下であったものの、大東亜政略指導大綱において帝国領とすることとされ、独立検討の対象ですらなかった。

## 開催
各国の代表及び随行者は、日本政府が用意した専用機で各地より羽田空港に来日し、政府が用意した東京都内の専用宿舎に滞在した。各宿舎での料理の提供などは帝国ホテルが担当した。晩餐会には、女優で歌手の高峰三枝子が招待され、「湖畔の宿」を歌唱した。
各国の代表者は会議開催前日の11月4日に皇居において昭和天皇に拝謁した。会議は11月5日の午前10時より帝国議会議事堂で開催され、日本側の出席者は東條の秘書官・浜本正勝が主席通訳を務めた。

## 大東亜共同宣言
11月6日に大東亜共同宣言が全会一致で採択された。